# Xã Godfrey, Quận Polk, Minnesota
Xã Godfrey (tiếng Anh: Godfrey Township) là một xã thuộc quận Polk, tiểu bang Minnesota, Hoa Kỳ. Năm 2010, dân số của xã này là 313 người.